# Dumiense FC
Der Dumiense FC ist ein portugiesischer Fußballverein aus Dume.

## Geschichte und Hintergrund
Der 1962 gegründete Dumiense FC trat lange Zeit nur im unterklassigen regionalen Ligabereich an. 2022 stieg die Mannschaft als Meister der Associação de Futebol de Braga, dem Fußballverband des Distriktes Braga, erstmals in den überregional organisierten Fußball auf. Im viertklassigen Campeonato de Portugal belegte der Klub in seiner ersten Spielzeit als Tabellenachter seiner Staffel den letzten Nichtabstiegsplatz. Nach einem sechsten Platz im Folgejahr stieg der Klub, dem im Lizenverfahren ein Punkt abgezogen wurde, auf dem 13. Tabellenplatz 2025 gemeinsam mit GD Joane, Pevidém SC, GDRC Os Sandinenses und dem punktgleichen Schlusslicht Atlético dos Arcos wieder ab.